# バイラクタル アクンジュ
バイラクタル アクンジュ
バイラクタル アクンジュ
- 分類：無人航空機/UCAV
- 設計者： トルコ
- 製造者：バイカル社
- 運用者
  -  トルコ（トルコ陸軍,空軍,国家情報機構）
  -  パキスタン（パキスタン空軍）
  -  リビア（リビア空軍）
  -  エチオピア（エチオピア国防軍）
  -  アゼルバイジャン（アゼルバイジャン空軍）
- 初飛行：2019年12月9日
- 生産数：60機以上
- 運用状況：現役

バイラクタル アクンジュまたはアキンジは、トルコのバイカル社によって製造されている高高度長時間耐久(HALE)無人航空機(UCAV)。2021年8月29日、最初の3機がトルコ軍に就役した。

## 概要
アクンジュの最大離陸重量は5.5トン以上で、ペイロードは機内に400kg、機外に950kgの合計1,350kgとされる。またアクンジュは450馬力(340kW)または750馬力(560kW)のターボプロップエンジン2基を搭載し、電子支援システムとECM、デュアル衛星通信システム、空対空レーダー、衝突回避レーダー、高度な合成開口レーダーを装備している。

## 開発
2019年6月に予備設計が完了。2019年8月にウクライナのイーウチェンコ・プログレスのAI-450Cターボプロップエンジンで地上走行テストを開始した。 最初のエンジン試験は2019年9月1日に行われ、他の技術試験が完了したのちにトルコ陸軍のチョルル飛行場司令部に移された。2019年12月6日には自動タキシング、離陸、16分間の初飛行を行い、着陸に成功した。
アクンジュの最初の写真は2018年6月にメディアに報道され、2019年9月のテクノフェスで一般に公開された。
2021年4月22日、アクンジュは最初の発射試験に成功した。このテスト中、アクンジュにはトルコ製の3種類のスマート爆弾(MAM-L・MAM-C・MAM-T)が装備された。またこの実験でROKETSANの最新スマート弾薬であるMAM-Tが初めて公開された。7月6日から7日にかけて機体は25時間45分の試験飛行を完了、距離にして7,507km(4,053nmi: 4,665mi)を飛行し、最高高度は38,039 ft (11,594m)に達した。 2021年8月29日、アクンジュはトルコ軍の目録に追加された。

## 実戦投入
アクンジュは、トルコ軍がイラク北部のシェルターや洞窟などのPKK陣地を解体するために行ったペンチェ・キリト作戦で初めて使用された。
2023年のトルコ・シリア地震の際には合計9機のアクンジュ使用され、1551時間以上の飛行を行った。この活動では危機対応チームの被害検出、捜索救助支援、および調整活動のための継続的なデータ提供に役立ったとされる。
2024年5月、アクンジュ1機が、イランのエブラヒム・ライシ大統領とホセイン・アミール・アブドラヒアン外相が死亡したベル212の墜落現場の発見を支援した。

## アビオニクスとレーダー
アクンジュはMURADと呼ばれるトルコ製のAESAレーダー、SAR/GMTIレーダー、監視システム、電子戦、SIGINT、SATCOMシステムなどが装備可能となっている。

## 年表
- 2019年12月6日、アクンジュ試作1号機が初飛行。
- 2020年1月10日、1号機が2回目の飛行を行い、高度6000フィート(1,828.8m)以上を記録 。
- 2020年8月13日、2号機が初飛行。
- 2020年8月19日、2号機が中高度システム統合飛行試験を実施。
- 2020年8月22日、最初の試作機が飛行試験で高度30.000フィート(9.144m)を突破。
- 2020年9月5日、2号機が高高度および高速飛行試験を実施。
- 2020年9月8日から9日にかけて、クリティカルデザインレビューを実施。
- 2020年9月11日、2号機が中高度システム統合飛行試験を実施。
- 2020年10月3日、2号機が非対称推力試験を実施。
- 2021年3月13日、2号機が高度なシステム統合飛行試験を実施。
- 2021年3月27日、3号機が初飛行。
- 2021年4月10日、3号機が中高度システム統合飛行試験を実施。
- 2021年4月13日、3号機が高高度および高速飛行試験を実施。
- 2021年4月22日、最初の射撃試験を実施。
- 2021年5月19日、初期生産されたアクンジュが初飛行 。 2021年7月7日、アクンジュは38,039フィート(11,594 m)で25時間46分、7,507 kmの距離を巡航し、トルコ国内の飛行高度新記録を樹立。
- 2021年7月10日、1360kgのペイロードで13時間24分の飛行を実施。この飛行中、アクンジュはTUBITAK SAGEが開発したNEB地中貫通爆弾を装備しており、。UCAV史上で最も重い爆装を記録した。
- 2021年8月29日、最初の3機がトルコ軍に納入された。
- 2021年12月24日、追加の2機がトルコ軍に納入された。
- 2022年1月23日、アクンジュの最初の輸出契約が発表された。
- 2022年2月13日、最初の戦闘任務を実施。
- 2022年3月2日、2度目の輸出契約を発表。
- 2022年3月2日、バイカル社は750馬力(560kW)の双発エンジンを搭載したバイラクタル アクンジュ-Bが初飛行を完了したと発表。
- 2022年5月21日、トルコ、グルジア、アゼルバイジャンの3カ国を横断し、約2000kmを飛行。
- 2022年6月14日、KGK-SIHA-82(翼付き誘導キット)弾薬を使用し、30km離れた場所からの最初の発射試験が成功。
- 2022年6月21日、アクンジュ-B バリアントが、耐久、高高度、高速試験を実施。試験範囲内で高度45,118フィート(13,752m)まで上昇し、20時間23分飛行したのちにチョルル空港司令部の試験センターに帰還。
- 2022年7月1日、ASELSANが開発したLGK-82(レーザー誘導キット)で試験発射を行った。アクンジュは高度3万フィートで飛行し、標的はバイラクタル TB2 SİHAによってレーザー誘導され、LGK-82が初めてUAVから発射された。
- 2022年8月3日、3機のアクンジュがトルコ空軍に引き渡された 。
- 2022年8月24日、トルコ軍に3機の追加機体が納入され、トルコが運用するアクンジュは12機となった。
- 2024年2月22日、ASELFLIR-500を装備したアクンジュが移動式アルバトロスUSVを撃墜。
- 2024年2月24日、バイラクタル アクンジュ-Cが、2基の850馬力エンジンによる最初の飛行試験に成功。
- 2025年2月13日、トルコとインドネシアは、アクンジュのインドネシアでの製造について合意した[1]。

## 採用国
2022年10月時点で4ヶ国で運用されている。

### 採用国
トルコ
- トルコ陸軍: 60機以上。
- トルコ空軍: 6機。
- トルコ国家情報機構: 1機。

 パキスタン
- パキスタン空軍 2023年までに6または7機。

 リビア
- リビア空軍

 エチオピア
- エチオピア国防軍

 アゼルバイジャン
- アゼルバイジャン空軍

 ブルキナファソ

### 採用予定の国
キルギス
- キルギス空軍

 サウジアラビア
- サウジアラビア空軍

## 仕様
諸元
- 積載量: 1,300 kg (3307 lb)
- 全長: 12.2 m (40 ft 0 in)
- 全幅: 20 m (65 ft 7 in)
- 全高: 4.1 m (13 ft 5 in)
- 最大離陸重量: 5,500 kg (12,125 lb)
- 燃料搭載量: 不明
- エンジン:
  - 2×イーウチェンコ AI-450Tターボプロップエンジン, 340kW(450hp)
  - 2×PT6A-135Aターボプロップエンジン, 560kW(750hp)-(アクンジュ-B)
  - 2×プラット・アンド・ホイットニー・カナダ PT6ターボプロップエンジン, 630kW(850hp)-(アクンジュ-C)

- プロペラ: 5翅の複合素材プロペラ

性能
- 最高速度: 361 km/h (224 mph, 195 kn)
- 巡航速度: 280 km/h (170 mph, 150 kn)
- 航続距離: 7,500 km (4,700 mi, 4,000 nmi)
- 飛行可能時間: 25時間
- 上昇限度: 13,716 m (45,000 ft)
- 運用高度: 9,100 m (30,000 ft)

武装
- ハードポイント8ヶ所に以下の武装を装備可能。
  - ロケット弾
    - CIRIT

  - ミサイル
    - 空対空ミサイル
      - GÖKTUĞ ミサイル
        - Akdoğan
        - Bozdoğan
        - Gökdoğan
        - Gökhan

    - 対地ミサイル
      - AKBABA
      - Çakır
      - SOM
      - TRG-230-İHA
      - TUBITAK-SAGE KUZGUN-TJ
      - TUBITAK-SAGE KUZGUN-KY
      - TUBITAK-SAGE KUZGUN-ER
      - TUBITAK-SAGE KUZGUN-EW
      - UMTAS

    - 爆弾
      - Teber-81 (Mark 81爆弾/ ROKETSAN レーザー誘導キット)
      - HGK-82 (Mark 82爆弾/ TUBITAK-SAGE 精密誘導キット)
      - KGK-82 (Mark 82爆弾/ TUBITAK-SAGE 補助翼誘導キット)
      - Teber-82 (Mark 82爆弾/ ROKETSAN レーザー誘導キット)
      - HGK-83 (Mark 83爆弾/ TUBITAK-SAGE 精密誘導キット)
      - KGK-83 (Mark 83爆弾/ TUBITAK-SAGE 補助翼誘導キット)
      - HGK-84 (Mark 84爆弾/ TUBITAK-SAGE 精密誘導キット)
      - LHGK-84 (Mark 84爆弾/ TUBITAK-SAGE レーザー誘導キット)
      - TUBITAK-SAGE TOGAN 81mm迫撃砲弾用ラック (GPS/INS誘導または無誘導)
      - TUBITAK-SAGE KUZGUN-SS 誘導爆弾
      - Aselsan TOLUN 小型爆弾
      - SARB-83 バンカーバスター
      - NEB-84 バンカーバスター
      - TUBITAK-SAGE BOZOK
      - MAM-C
      - MAM-L
      - MAM-T

アビオニクス
- トルコ製AESAレーダー
- Aselsan 識別システム
- 電子戦用ポッド
- トルコ製SIGINTモジュール